# Lisposoma
Genre
Lisposoma est un genre de scorpions de la famille des Bothriuridae.

## Distribution
Les espèces de ce genre sont endémiques de Namibie.

## Liste des espèces
Selon The Scorpion Files (17/04/2020) :
- Lisposoma elegans Lawrence, 1928
- Lisposoma joseehermana Lamoral, 1979

## Publication originale
- Lawrence, 1928 : Contributions to a knowledge of the fauna of South-West Africa. VII. Arachnida (Part 2). Annals of the South African Museum, vol. 25, p. 217–312 (texte intégral).